# Assassin's Creed II
Assassin's Creed II est un jeu vidéo d'action-aventure et d'infiltration développé par le studio Ubisoft Montréal (sous l'édition d'Ubisoft). Les versions Xbox 360 et PlayStation 3 sont sorties en novembre 2009, et maintenant compatibles avec la Xbox One et la PlayStation 4. Le jeu est aussi paru en version PC en mars 2010, avec un système de protection anti-piratage qui a été vivement critiqué.
Il fait partie de la série de jeux Assassin's Creed et est la suite directe du premier opus sorti en 2007, reprenant la trame de l'histoire exactement là où le premier jeu s'arrête. Contrairement à ce dernier, l'histoire ne se déroule plus durant la Troisième croisade, mais durant la Renaissance en Italie, plus exactement entre 1476 et 1499. Il est possible d'explorer les villes de  Florence, Venise, Monteriggioni, San Gimignano et Forlì, qui ont été récréées fidèlement.
Parallèlement, un dérivé titré  Assassin's Creed II: Discovery, a été développée par Griptonite Games pour Nintendo DS et iPhone. Ce deuxième volet forme avec Assassin's Creed Brotherhood et Assassin's Creed Revelations, une trilogie basée sur le personnage d'Ezio. Une version compilant les trois jeux et leurs contenus téléchargeables, nommée Assassin's Creed : The Ezio Collection, sort sur PlayStation 4 et Xbox One en novembre 2016, puis sur Nintendo Switch en février 2022.

## Trame

### Contexte
En 2012, Desmond Miles, un jeune Américain, est retenu prisonnier par une entreprise pharmaceutique du nom d'Abstergo. Cette société est en réalité une façade couvrant les Templiers, les ennemis jurés des Assassins, ancêtres de Desmond. En effet, depuis la troisième croisade, ces deux ordres se livrent une guerre qui n'a jamais cessé. Warren Vidic et Lucy Stillman, deux scientifiques travaillant pour Abstergo, utilisent une machine appelée «Animus» pour explorer la mémoire génétique de Desmond, c'est-à-dire la mémoire de son ancêtre Altaïr qui vivait en Terre sainte durant le XIIe siècle. La majeure partie du jeu se déroule dans ce monde de la mémoire. L'objectif des Templiers est de trouver un artefact fait par « Ceux-qui-étaient-là-avant », une sphère appelée « la pomme d'Éden ». Cet objet permet de créer des illusions et de contrôler les esprits humains. Que Altaïr, finit par le retrouver. L'artefact révèle une carte holographique montrant les emplacements d'autres pièces, ce qui devait être l'objectif réel de la société. Entre ses sessions, Desmond parle avec Lucy qui se trouve être amicale envers Desmond. La « vision d'aigle » capacité de son ancêtre qu'acquiert Desmond à la fin du premier jeu lui révèle que Lucy est en effet une alliée, mais aussi des indices écrits en sang laissés par le sujet 16, un cobaye qui a précédé Desmond dans le projet Animus d’Abstergo.

### Personnages

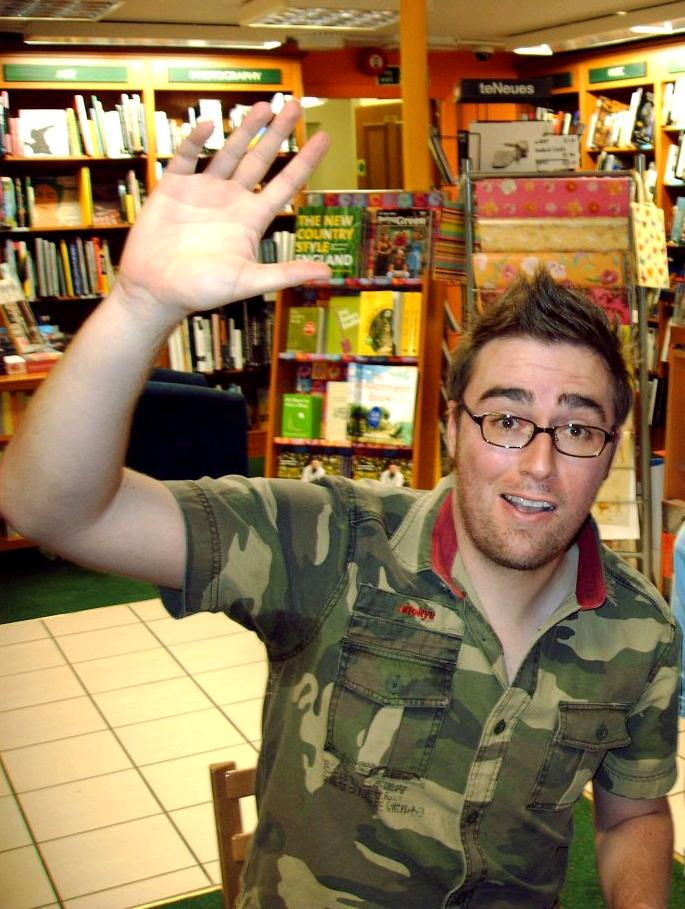
Danny Wallace qui fait la voix (dans la version anglaise) et le modèle facial de Shaun Hastings.

Le joueur contrôle toujours le personnage principal de la série qui est Desmond Miles (Nolan North). On retrouve également Lucy Stillman (Kristen Bell). Après avoir incarné Altaïr Ibn-La'Ahad, Desmond incarne ici un autre de ses ancêtres, Ezio Auditore da Firenze (Roger Craig Smith), un jeune noble italien qui vivait durant la Renaissance. Son père, Giovanni Auditore, était lui-même un Assassin allié à Laurent de Médicis qui combattait les Templiers.
Au XVe siècle, Rodrigo Borgia est le principal antagoniste et grand maître de l'ordre des Templiers en Italie. Il est plus connu dans l'histoire en tant que pape Alexandre VI qu'il devient vers la fin du jeu. En 2012, la scène ayant changé du laboratoire d'Abstergo à la cachette des Assassins modernes, on rencontre deux nouveaux personnages chargés d'aider Desmond : Shaun Hastings, un programmeur et historien, et Rebecca Crane qui s'occupe de son « bébé », l'Animus 2.0.

### Histoire
Le récit reprend exactement là où le premier Assassin's Creed s'est arrêté : Desmond est face à des inscriptions étranges écrites en sang sur le mur de sa chambre qu'il voit grâce à la « vision d'aigle ». Lucy entre et lui demande de rentrer à nouveau dans l'Animus. Il assiste alors à la naissance d'un certain Ezio Auditore da Firenze. Les deux fuient ensuite rapidement le bâtiment d'Abstergo. Arrivé à un entrepôt qui semble être la cachette des Assassins, Lucy explique qu'elle voudrait avoir Desmond dans leur camp. Elle lui propose de s'entraîner rapidement grâce à l'effet secondaire de l'Animus qui lui permettra d'acquérir l'expérience d'Ezio, son ancêtre. Desmond accepte et rencontre le reste de l'équipe : Rebecca Crane qui s'occupe de l'Animus 2.0 des Assassins, et Shaun Hastings, tacticien et historien sarcastique. Desmond ne tarde pas à rentrer dans la machine…
Desmond se retrouve donc à Florence, en 1476, dans la peau d'Ezio, un jeune noble séducteur de 17 ans. La famille Auditore a fait fortune dans la finance et Ezio profite de la vie. Desmond reprend le contrôle d'Ezio alors qu'il est blessé au visage par un jet de pierres lors d'une bagarre de rue avec son rival, le fils de Francesco de Pazzi. Un jour, sa famille est accusée de trahison, victime d'une conjuration. Son père et ses deux frères sont exécutés devant ses yeux. Impuissant et recherché, il doit quitter la ville avec sa mère et sa sœur, se réfugiant dans le village de Monteriggioni où son oncle Mario tient une villa. Il lui révèle que le jeune homme est un Assassin, tout comme son père qui a été tué par les Templiers. Il débute alors sa quête de vengeance contre ceux qui ont tué les membres de sa famille. Sa longue aventure de 20 ans l'amène à voyager à travers diverses villes d'Italie telles que Venise et Forlì, et l'implique dans des événements historiques comme la conjuration des Pazzi ou, dans des contenus supplémentaires du jeu, la bataille de Forlì ou le Bûcher des Vanités. Au fur et à mesure qu'il poursuit sa quête, il se rend compte qu'il est au centre d'une prophétie inscrite sur le codex de son ancêtre Altaïr.
En 1499, il se rend à Rome afin d'assassiner le pape Alexandre VI, alias Rodrigo Borgia dit « l'Espagnol », grand maître des Templiers et le pape en Italie. Après un combat contre ce dernier dans une chambre secrète se trouvant sous la chapelle Sixtine, il l'épargne et accède au Sanctuaire. Un hologramme d'une femme se nommant Minerve l'accueille, et lui explique divers choses qu'Ezio a du mal à comprendre. Elle lui dit qu'elle ne veut pas parler avec lui mais à travers lui. En d'autres termes, elle s'adresse directement à Desmond. Minerve raconte qu'elle est la dernière d'une race avancée qui a créé avec d'autres de son espèce les êtres humains. Mais ces derniers se sont rebellés et éclate ainsi une guerre entre les deux races. Personne n'a pu remarquer que la force magnétique de la Terre diminuait peu à peu, laissant la Terre sans défense face aux éruptions solaires. L'une d'elles provoquera une catastrophe terrible, anéantissant l'humanité et une grande partie du peuple de Minerve. Les quelques survivants reconstruiront la civilisation, et laisseront derrière eux des artéfacts pour permettre la survie face à d'autres catastrophes. Minerve raconte à Desmond qu'il devra chercher les autres temples sacrés construits par sa race pour pouvoir survivre à la nouvelle tragédie qui approche, et que tout repose maintenant sur lui. Ezio ne comprend pas la scène à laquelle il vient d'assister, pas plus que son descendant sortant de la machine. En effet il n'y a pas de temps pour se questionner ; les Templiers modernes ont attaqué la cachette. Desmond reçoit alors une lame secrète et repousse avec succès Warren Vidic accompagné de gardes grâce aux mouvements de son ancêtre qu'il a assimilés. Puis les quatre assassins repartent dans un camion avec l'Animus, en quête d'une nouvelle cachette...

## Système de jeu
Le gameplay est essentiellement le même que celui d'Assassin's Creed : le joueur contrôle Desmond, qui utilise l'Animus afin de lui-même incarner un ancêtre dans le monde de sa mémoire génétique (mémoire de son ancêtre, en l'occurrence Ezio cette fois-ci). Monde où l'on pourrait dire que le « véritable » gameplay (acrobaties, liberté d'action...) se trouve. On revient moins dans le présent cette fois-ci et on reste plus longtemps dans cet univers du « passé » (lorsqu'on charge la partie, on atterrit directement dans la mémoire de l'ancêtre sans passer par Desmond qui doit à son tour aller dans l'Animus contrairement au premier).
Le premier Assassin's Creed avait été beaucoup critiqué pour son aspect répétitif et monotone. Les développeurs ont écouté ces mécontentements, et ont promis un jeu plus varié. Déjà, l'ancienne structure de mission où on devait faire des investigations avant chaque assassinat a été abandonnée, les développeurs voulant plus se rapprocher de Grand Theft Auto. Il y a une centaine de missions narratives, et une autre centaine de missions secondaires que l'on peut accomplir n'importe quand (ces missions peuvent se trouver dans des cages de pigeons voyageurs par exemple). Il y a cependant toujours de « grands assassinats ». Le nombre de types de mission a également augmenté : on en avait environ 6 ou 7 dans le premier, il y en aura environ 15 désormais. Les types de mission « passives » comme l'espionnage ou le vol ont disparu au profit de choses plus actives, telles des courses ou des corrections à infliger. Les quêtes optionnelles sont toujours présentes, les objets à récupérer étant cependant plus variés : des plumes pour obtenir des bonus, mais aussi des statuettes, ainsi que des trésors.
Les techniques d'assassinat et les techniques de combat dans le premier opus étaient plutôt limitées, il s'agissait donc cette fois d'apporter plus de diversité dans ces phases. On peut assassiner depuis un rebord, une botte de foin, un banc, ou encore un puits.
« L'assassinat aérien » est possible depuis une altitude plus élevée et de manière plus facile que dans l'épisode précédent. En combat à mains nues, Ezio est meilleur qu'Altaïr : il peut donner des coups de tête, de pied et de genou alors que son ancêtre ne donnait que des coups de poing. Après le combat, Ezio peut porter les cadavres, ce qui n'est pas sans rappeler Splinter Cell. Aussi, le jeu offre une palette d'environ 30 armes différentes sans compter les six armes exclusives dont bénéficie la PlayStation 3 grâce à la connectivité avec Assassin's Creed: Bloodlines (PSP). On peut également acheter des bombes fumigènes qui permettent de s'échapper rapidement quand les ennemis deviennent omniprésents.
Désormais, les ennemis contrôlés par l'IA ont chacun une façon de penser différente (en addition aux soldats « basiques » et archers) : les « agiles » armés de dagues et pratiquant le « parkour » tout comme le héros, les « brutes » lourdement armés, bien protégés par une épaisse armure et pouvant manier une épée très lourde, et enfin les traqueurs maniant des armes longues comme les hallebardes ou les piques, et extrêmement méfiants qui pourraient traquer Ezio jusque dans ses cachettes.

### Personnage
Ezio, le personnage principal du jeu. En termes de mouvements, Ezio est plus agile : il peut effectuer un saut depuis un rebord pour atteindre des endroits qui auraient été inaccessibles autrement ou pour grimper plus vite, il peut courir sur les poutres, il peut nager et plonger, l'eau lui servant même de cachette pour échapper aux poursuivants.
Comme décrit plus haut, Ezio est également plus fort en combat à mains nues. Non seulement il peut donner plus de coups, mais il peut aussi désarmer son ennemi et retourner son arme contre ce dernier. Il peut apprendre d'autres techniques spéciales de ce genre pour certaines armes spéciales.
Le système de santé est toujours liée à la synchronisation ADN entre Desmond et son ancêtre mais la régénération automatique ne se fait pas pour plus d'un losange (unité) de santé, et Ezio doit consulter un médecin de rue pour qu'il le soigne, ou lui acheter des remèdes pour qu'il puisse se soigner où il veut.
Il y a un système de vêtement pour le personnage principal (Altaïr portait toujours la même chose et d'ailleurs, on peut débloquer l'armure maître Assassin noire qu'Altaïr a laissé) : des tailleurs sont présents pour pouvoir personnaliser la couleur de nos vêtements (ou acheter des sacoches de différentes tailles pour pouvoir porter plus de médicaments par exemple). On peut également acheter des armures pour différentes parties de son corps (épaule, poitrine, pieds...), et ces armures ont des classes de qualité.

### Population
Comme dans le premier opus, la population est un élément important du jeu. Le jeu présente un nouveau système de notoriété qui fait varier la manière dont les soldats et les habitants considèrent le héros : dans une ville, au fur et à mesure qu'Ezio commet des assassinats, sa notoriété augmente, entraînant la suspicion des passants à son égard. Les soldats le rechercheront activement. Pour diminuer cette notoriété et revenir à un état incognito, il faut assassiner des témoins (dignitaires), payer des pots-de-vin aux crieurs publics, ou arracher les avis de recherche régulièrement placardés.
Il est fréquent que les citoyens se déplacent en groupe, et il est alors possible pour Ezio de s'y mêler pour se « dissimuler », et tromper la vigilance des gardes (alors qu'Altaïr savait seulement se faire passer pour un érudit en adoptant leur démarche). Ezio peut voler l'argent de n'importe quel passant (dans le premier opus, on ne pouvait voler que des couteaux et des documents pour les missions) en le frôlant dans une marche rapide. Il y a un système économique, qui permet à Ezio de s'acheter des armes, armures, remèdes, des teintures pour les vêtements et autres équipements. Effectuer des missions est un autre moyen de récolter de l'argent. On peut également fouiller les cadavres. Pour distraire les gardes ou ameuter la foule afin de ralentir ses poursuivants, Ezio a la possibilité de jeter quelques florins sur sa route, les passants s'attroupant toujours rapidement pour les ramasser. On trouve aussi de nombreux groupes de voleurs à la tire, mercenaires et prostituées, auxquels Ezio peut faire appel pour combattre ou détourner l'attention des gardes, tandis que les messagers de Borgia ne demandent qu'à être interceptés pour se faire détrousser.

### Environnement
| \| Florence Forli San Gimignano Monteriggioni Venise \| Lieux principaux de l'intrigue. |
| Florence Forli San Gimignano Monteriggioni Venise                                       |

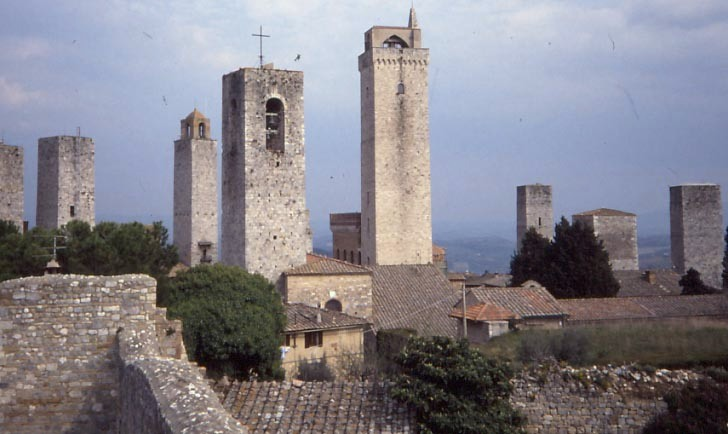
San Gimignano, une des villes qu'on retrouve dans les campagnes dAssassin's Creed II.

Le jeu inclut plusieurs villes et régions connues d'Italie comme : Florence, Venise, Rome (seulement le Vatican), la campagne Toscane, San Gimignano, Monteriggioni, Forlì et la Romagne.
Le vaste « royaume » qui séparait les grandes villes a été remplacé par des campagnes plus actives centrées sur des petites villes ou des villages remplis de missions. On peut toujours le traverser à cheval mais il y a d'autres moyens de locomotion comme le chariot qui permet de voyager rapidement entre chaque zone. À Venise et dans les marécages de la Romagne, on peut naviguer sur des gondoles.
Il y a des passages secrets disséminés un peu partout dans le jeu qui mènent à des niveaux de plates-formes semblables à Prince of Persia. Ces quêtes sont secondaires excepté le tombeau d'assassin de Florence, présenté à la GamesCom, car il fait partie de la trame narrative.
Le système d'évasion est cette fois similaire à GTA IV, c'est-à-dire qu'il faut quitter une certaine zone de recherche indiquée sur la carte pour redevenir anonyme, ou alors rester caché pendant un certain temps.
L'Animus est cette fois doté d'une base de données nous donnant des informations sur des personnages ou lieux clés. Par exemple, lorsqu'on s'approche d'un monument célèbre comme l'église Santa Maria Novella, on peut connaître son histoire.

### Alliés

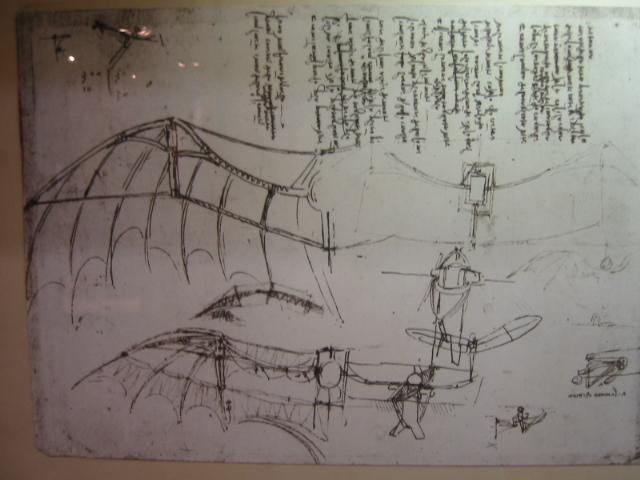
Les ailes de Léonard De Vinci.

Ezio peut bénéficier de l'aide de plusieurs amis qu'il se fera au cours de sa quête.
Le premier et le plus proche est Léonard de Vinci. Il est l'ingénieur personnel du héros, un peu à la manière de Q dans James Bond en lui fournissant des gadgets confectionnés à partir des plans du codex d'Altaïr. Il lui fera profiter de ses inventions telles que la machine volante (à l'état de dessin dans la réalité) : durant une démonstration en direct à l'E3, une phase du pilotage de la machine volante (une sorte de Deltaplane) a été montrée. Le pilote doit passer au-dessus des flammes pour gagner en vitesse et en altitude. Il peut également donner des coups de pied à ses ennemis au passage. Il réparera d'abord, puis améliorera plusieurs fois la lame secrète d'Ezio en y ajoutant une deuxième lame (à l'autre bras), des gants d'escalade et des fléchettes empoisonnées. Le pistolet peut contenir 6 balles, mais sa faible précision fait qu'Ezio doit attendre un moment avant de bien viser. L'arme tue en une balle mais les couteaux de lancer ont été rééquilibrés par rapport à cela. L'assassin peut utiliser la lame empoisonnée seulement quand il est anonyme et il peut piquer sa victime sans qu'elle ne s'en aperçoive. Il faut un certain temps avant que le venin prenne effet, mais quand il commence à agir, la victime est prise d'une folie en faisant tournoyer son arme en s'attaquant aux gens autour de lui avant de lui-même mourir. Pour se réapprovisionner en poison, il faut aller voir les docteurs qui vous soignent. À Venise, Ezio s'allie avec une guilde de voleurs, qui lui apprennent certaines techniques de déplacement.
Ezio bénéficie du soutien de diverses guildes et factions à travers leurs chefs, leurs interventions remplacent celles des groupes de citoyens du premier opus. Par exemple, il peut travailler avec la guilde des Voleurs avec ses pickpockets qui pourront attirer l'attention des gardes, ou encore il peut engager des mercenaires pour qu'ils combattent avec lui ou à sa place. Les voleurs sont très agiles et peuvent suivre l'Assassin dans ses acrobaties, contrairement aux courtisanes et aux mercenaires. Grâce à son charme, il peut être aidé par les courtisanes qui peuvent le cacher en se rassemblant autour de lui (contrairement aux érudits dans le premier opus, c'est Ezio qui dirige le groupe) et peuvent attirer l'attention des gardes. Ces services nécessiteront quand même un salaire et les courtisanes peuvent délaisser Ezio pour des soldats.

## Réalisation
L'équipe d'Ubisoft a porté une grande attention aux détails et à la modélisation des décors, de l'ambiance et des costumes de l'époque.

### Moteur de jeu
Disposant du moteur Anvil (Scimitar) développé pour Assassin's Creed, l'équipe s'est désormais plus concentrée sur la diversité au sein du jeu comme décrit plus haut. Cependant quelques améliorations au niveau de la réalisation technique ont été apportées.
Le moteur Anvil a été retravaillé notamment sur les reflets de l'eau (très importants pour Venise), mais également sur la variété des éclairages avec une alternance des séquences de jour et de nuit (cependant, l'heure sera imposée durant les missions d'assassinat). Ce cycle jour/nuit fait varier la densité des foules dans les rues, et la relève des gardes.
D'après Sébastien Puel, le jeu a la même technologie interne de végétation que Far Cry 2.

### Musique
La bande son est une fois de plus composée par Jesper Kyd. Elle est disponible avec la version collector (Black Edition) du jeu.

## Développement
Après la sortie d'Assassin's Creed, l'équipe a commencé à travailler sur le deuxième volet. Tout en restant fier du succès qu'a reçu le premier épisode, les développeurs ont néanmoins pris en compte un défaut majeur du jeu dès le début du développement : la répétitivité. En effet, cet aspect du premier épisode sur plusieurs points (combats, structure de mission etc.) avait été largement critiqué.
En ce qui concerne le contexte du jeu, l'équipe a pensé à neuf périodes et lieux potentiels, et après quelques mois de recherches les développeurs ont décidé de prendre la Renaissance, étant un moment pivot dans l'histoire, et se détachant de l'obscurantisme du Moyen Âge, période visitée dans Assassin's Creed. Corey May, le scénariste du jeu a passé neuf mois à faire des recherches sur cette période de la Renaissance italienne pour essayer d'avoir une précision historique la plus élevée possible pour le jeu (malgré des anachronismes tels que l'existence des Templiers à cette époque et leur lien avec le pape), lisant des livres comme l'Histoire de Florence écrit par Machiavel. Lui et une partie de l'équipe (dont l'équipe artistique) ont passé dix jours en Italie afin de visiter plusieurs villes et monuments connus de la Renaissance Italienne telles que Venise, Rome, ou encore Florence. Ils ont pris plusieurs photos dont beaucoup ont servi pour les textures du jeu. Visiter l'Italie et les monuments de la Renaissance n'était pas suffisant car les choses ont changé au cours du temps : ils ont dû faire des recherches supplémentaires pour connaître la situation à l'époque. Par exemple, le pont du Rialto à Venise ne ressemblait pas à ce qu'on connaît actuellement et était fait en bois après l'écroulement jusqu'au début du XVIe siècle.

## Promotion
Lors d’une interview réalisée en novembre 2008, le PDG d’Ubisoft Yves Guillemot a indiqué qu’une suite à Assassin's Creed était en développement, mais se refusant à davantage de commentaires. En février 2009, il annonce que la suite est prévue pour l'année fiscale 2009-2010, c'est-à-dire avant le mois d'avril 2010.
Un « site teaser » ouvre le 6 avril 2009. Il propose une vidéo durant laquelle on peut voir des dessins inspirés de ceux de Léonard de Vinci, comme une adaptation du croquis de l'Homme de Vitruve, avec la lame secrète (que possédait déjà Altaïr) sur le bras gauche. Le magazine américain Game Informer dévoile de nombreuses informations dans son numéro d’avril, et annonce la sortie du jeu pour l’hiver 2009. Un communiqué de presse d’Ubisoft publié le 16 avril vient confirmer cette date. Le même jour, une deuxième bande-annonce est diffusée.
Le 30 mai 2009, juste avant l'E3, un teaser de la bande annonce cinématique (non du gameplay) du jeu est diffusé sur des hébergeurs de vidéo. Fuite qui ne tarde pas à être effacée par Ubisoft sur YouTube. La version complète est diffusée durant la conférence de presse d'Ubisoft lors de l'E3 (la date de sortie y est révélée par la même occasion). Une démonstration d'un niveau d'assassinat est montrée en direct durant la conférence de presse de Sony à l'E3. La bande annonce cinématique a été réalisée par Digtal Pictures qui avait aussi réalisé la cinématique d'introduction de Warhammer: Mark of Chaos.
Il a été annoncé qu'Ubisoft préparait des courts-métrages sur l'univers d'Assassin's Creed avec la société d'effets visuels Hybride Technologies de Montréal (voir Assassin's Creed: Lineage). Ceux-ci se passent juste avant les évènements d'Assassin's Creed II, racontant le contexte du jeu avant sa sortie pour préparer les joueurs et tenter l'aventure dans le cinéma pour la compagnie.
Une bande annonce avec des images du gameplay a été diffusée le 3 septembre 2009 avec en musique de fond, Genesis de Justice.
Une démonstration jouable pour le public est disponible pour la première fois au Tokyo Game Show 2009 parmi le line-up de Sony au salon, suivi immédiatement d'autres expositions jouables à l'Eurogamer Expo au Royaume-Uni.
Le jeu devait initialement sortir sur les trois plates-formes en même temps mais le 24 septembre 2009, Ubisoft annonce sur Twitter que la version PC aura du retard « pour donner un peu plus de temps à l'équipe de développement afin d'apporter la meilleure qualité. »
En France, Assassin's Creed II a bénéficié d'une publicité conjointe avec la PS3 pour promouvoir celle-ci, ainsi que les interactions exclusives de la version PS3 avec le jeu vidéo Assassin's Creed: Bloodlines sur PSP.

## Accueil

### Critiques
Globalement, le jeu a été accueilli de manière favorable par la presse spécialisée internationale. En effet, il obtient un score synthétique de 91 sur Metacritic. Le site Jeuxvideo.com lui donne la note de 18/20, saluant notamment les ajouts faits au gameplay.

### Méthode de protection controversée sur PC
Sur PC, le jeu utilise un système de protection anti-piratage requérant une connexion internet permanente pour que le jeu puisse fonctionner. Par défaut, les sauvegardes du jeu sont stockées sur un serveur Ubisoft et synchronisées à chaque démarrage du jeu ; ce comportement peut être désactivé pour ne prendre en compte que les sauvegardes locales. Si la connexion internet se coupe inopinément, le jeu s'arrêtera et ne démarrera plus jusqu'à ce que la connexion internet ne soit rétablie. Ubisoft a rapidement sorti un patch permettant de reprendre le jeu, là où le joueur s'est fait interrompre par la protection anti-piratage, au lieu du dernier point de sauvegarde automatique.
Les joueurs PC ont vivement critiqué ce système qui se révèle contraignant. Les critiques concernent essentiellement l'obligation d'avoir une connexion internet stable et que les serveurs d'Ubisoft fonctionnent correctement, pour un jeu qui ne se joue qu'en solo.
De plus ces protections se sont rapidement révélées inefficaces, puisqu'elles ont pu être contournées par les pirates.
Le 7 mars 2010, 3 jours après la sortie officielle du jeu sur PC, les serveurs d'authentification ont planté, causant une attente anormalement longue lors de la connexion aux serveurs voire une impossibilité de jouer. Le forum officiel d'Ubisoft d'Assassin's Creed II a été pris d'assaut par les joueurs PC très remontés face à ce problème. Ubisoft a déclaré que le serveur avait été attaqué. Le 14 mars 2010, les serveurs d'authentification ont à nouveau planté, rendant impossible de jouer au titre.
Le 19 mars 2010, la section Royaume-Uni du site de vente de jeu vidéo en ligne pour PC, Steam, a décidé de retirer de la vente les jeux Assassin's Creed II et Silent Hunter V. Le site CVG affirme que, selon ses sources, la DRM est l'une des raisons de ce retrait, alors qu'Ubisoft a promptement démenti cette information,.
Le 4 mars, une version piratée est disponible, reprenant le simulateur de serveur DRM du crack de Silent Hunter 5 : cette version fonctionne avec des sauvegardes à différent point du jeu, et ne permet pas d'accéder aux cinématiques qui constituent la trame du scénario.
Une première version crackée entièrement jouable est rendu disponible par des pirates, simulant le serveur d'Ubisoft. Le 21 avril 2010, une deuxième version pirate est disponible ; cette fois le code de protection a été retiré du jeu.

### Ventes
Au cours de la première semaine ayant suivi la sortie du jeu aux États-Unis, 1,6 million d'exemplaires d'Assassin's Creed II ont été vendus dans le monde.
Février 2010, il se serait vendu environ 8 millions de jeux en comptabilisant tous les supports.

## Postérité

### Contenus additionnels
Ubisoft a lancé deux extensions pour Assassin's Creed II : La Bataille de Forli est sortie le 28 janvier 2010 tandis que Le Bûcher des Vanités est sorti le 18 février 2010. Ubisoft a informé que ces deux extensions auraient dû figurer dans le jeu complet de départ. La version PC, ainsi que les versions consoles contenues dans le coffret Assassin's Creed Anthology, incluent tous les contenus additionnels.

#### La Bataille de Forli
Ce contenu épisodique correspond à la séquence mémoire 12 manquante, après l'initiation d'Ezio au sein de la secte des Assassins. Ezio retourne à Forli afin d'y cacher la pomme d'Eden avec Machiavel. Ezio retrouve Catherine Sforza qui les accueille mais au même moment, les frères Orsi attaquent la ville à l'aide des troupes de Borgia. Ezio et Machiavel aident à les repousser, mais deux des enfants de Catherine sont enlevés. Les frères Orsi réclament la carte indiquant les emplacements des pages du codex que son époux avait faite, ainsi que la pomme d'Eden en guise de rançon. Catherine refuse, et confie à Ezio la mission de sauver ses enfants qu'il accomplit en tuant Ludovico Orsi. Mais il ne s'agissait que d'une diversion, et son petit frère Checco a pu dérober la Pomme pendant l'absence d'Ezio. Il parvient à le rattraper et le tuer avant qu'il ne quitte la région. Mais dans ses derniers souffles, Checco poignarde Ezio dans le ventre. Ce dernier est affaibli et ne peut empêcher un moine de dérober la Pomme une deuxième fois. Ezio perd conscience et se réveille quelques jours plus tard avec Catherine à ses côtés. Elle le remercie en lui offrant la carte de son mari et lui indique une piste pour retrouver le moine. Ezio part à sa recherche à travers la Romagne et découvre qu'il s'agit d'un certain Savonarole qui se cachait sous le capuchon. Il se rend à Florence pour le retrouver…
L'extension a reçu des avis mitigés. Malgré son faible prix, il a été critiqué pour sa durée de vie trop courte, et l'impossibilité de le rejouer sans recommencer tout le jeu (comme pour les autres missions principales du jeu).

#### LeBûcher des Vanités
Le Bûcher des Vanités correspond à la séquence mémoire 13 du jeu faisant suite à La Bataille de Forli. Savonarole qui est en possession de la Pomme d'Éden a pris le contrôle de Florence. Machiavel fournit à Ezio une liste des neuf lieutenants de Savonarole à assassiner. Ezio s'exécute et on le retrouve en compagnie de Machiavel après s'être acquitté de sa tâche, les deux assassins assistent alors à l'émeute de la foule contre Savonarole. Ensuite, le moine se retrouve sur un bûcher et est sur le point de mourir, brûlé. Ezio l'assassine avant que le feu ne le tue. Ezio adresse un discours à la foule et la séquence prend fin.
Pour un prix un peu plus élevé, on peut obtenir un pack contenant les trois repaires des Templiers (sorte de tombeau contenant une importante somme d'argent) exclusifs à la Black Edition (édition limitée la plus complète) avec Le Bûcher des Vanités.

### Suites
Ubisoft sort le 18 novembre 2010 un nouvel épisode faisant suite à Assassin's Creed II avec encore une fois Ezio en personnage principal et un mode multijoueur. Il ne s'agit cependant pas d'un Assassin's Creed III, ni même d'une extension mais d'un « épisode intermédiaire » : le jeu a été nommé Assassin's Creed: Brotherhood (anciennement connu sous le nom de Assassin's Creed II: Episodes). Il est développé par Ubisoft Montréal. Le jeu prend place à Rome déjà visitée (partiellement) dans Assassin's Creed II. L'intégration du multijoueur est faite avec une « justification narrative ».
Le 15 novembre 2011, un troisième épisode, toujours développé par Ubisoft Montréal et mettant en scène Ezio Auditore, appelé Assassin's Creed: Revelations, se veut la conclusion des aventures du Florentin, en quête des souvenirs de son ancêtre Altaïr à travers Constantinople et Masyaf. Ezio, qui aura vieilli, va rechercher des artefacts lui permettant de vivre des moments de la vie de son ancêtre, Altaïr Ibn-La'Ahad, pour ensuite entrer dans la « Bibliothèque d'Altaïr » sans savoir ce qu'il trouvera à l'intérieur. Le 31 octobre 2012 sort ensuite Assassin's Creed III, qui met en scène un nouveau personnage, Connor, qui est un descendant d'Ezio Auditore.
Le 17 novembre 2016, Ubisoft sort une compilation de la trilogie d'Ezio Auditore. Baptisée Assassin's Creed: The Ezio Collection, elle regroupe les trois jeux remasterisés et leurs DLC associés en plus du court-métrage Assassin's Creed: Lineage. Cette compilation est disponible sur Playstation 4, Nintendo Switch et Xbox One.